# Valle del Hilo de la Vida
El Valle del Hilo de la Vida es un lugar en Lavalleja, Uruguay que se caracteriza por la presencia de un conjunto de aproximadamente 80 cairnes o montículos de piedra de origen indígena. 
El lugar debe el nombre de 'Hilo de la Vida' al curso de agua que recorre el valle en forma de cascada, desde un manantial que subterráneo.

## Ubicación
Está ubicado en el departamento de Lavalleja, Uruguay, a 8 km de la ciudad de Minas. Se accede desde el kilómetro 346 de la ruta nacional N° 12.
El valle se encuentra al pie de un cerro de 335 m s. n. m. con forma de media luna y 1200 m de longitud. Allí se percibe una panorámica total de las Sierras de Minas y de sus lugares más destacados: la Mina Valencia, el Templo Budista, Cerro del Verdún, el Arequita, el Campanero, el Cerro del Cura.

## Los cairnes o montículos de piedra
Los cairnes o montículos de piedra, fueron construidos por grupos indígenas sobre la ladera noroeste del cerro. Las dataciones basadas en el estudio geológico de las piedras de un color blanquecino, determinaron en 1000 años su antigüedad.
Existen restos de casi unos ochenta montículos,  siguiendo la línea del sol o marcando  líneas que siguen los puntos cardinales. Pero solo el hombre los ha dañado, pues no presentan muestras de erosión, lo cual es muy interesante ya que el cerro sí ha sufrido el efecto de la erosión, canalizando, a través del tiempo, el agua que corre por la ladera del cerro.
Los conos de piedra laja superpuesta, sin cimentación, de diferente altura, están en el lado cóncavo del valle.

## Investigaciones arqueológicas
Daniel Granada, en 1896, escribe en su obra “Vocabulario rioplatense razonado” que son monumentos funerarios. 
También Orestes Clavijo, en su diccionario geográfico sostiene la tesis que son tumbas, hipótesis que no se ha comprobado debido a la falta de excavasiones en el lugar. 
El conjunto fue relevado y numerado por el arqueólogo Jorge Baeza en 1997.  Él y Fermías lo describen como piedras ordenadas en círculo, orientadas con el eje mayor hacia adentro, perfectamente alineadas y rematadas con una piedra de cuarzo como una tapa. Adentro hay piedras menores y entre esas hay varios pedazos de cuarzo blanco.  
El antropólogo Renzo Pi Hugarte, en 1999, escribió en el germinal La Unión que “estas extrañas construcciones fueron ya avistadas y descritas en el siglo pasado por observadores de prestigio, como el naturalista Charles Darwin quien estuvo en la región cuando dio la vuelta al mundo en el Beagle en 1833, dejó constancia imprecisa en su diario."

## Pseudociencia
En la actualidad muchas personas declaran la presunta existencia de campos electromagnéticos anómalos en el lugar que le otorga un supuesto halo místico a la experiencia de visitarlos, sin embargo no existen evidencias científicas que respalden estas afirmaciones.
Es un lugar frecuentado para la práctica de la radiestesia.